# Horská Kvilda
Horská Kvilda là một làng thuộc huyện Klatovy, vùng Plzeňský, Cộng hòa Séc.